# クレアスライフ
株式会社クレアスライフは、東京都港区六本木に本社を置く不動産会社。投資型ワンルームマンション業界最大手。
傘下に不動産賃貸管理事業のクレアスレント、マンション・ビル管理事業のクレアスコミュニティー、不動産仲介・販売事業のクレアスパートナーズ、家賃債務保証事業のアーバンプライムなどの子会社でクレアスライフグループを形成。
分譲マンションのブランド名は「コンシェリア」として展開。
2007年6月以前の社名は菱和ライフクリエイト。

## 沿革
- 1984年8月 - 西岡進によって創業。
- 1985年12月 - 株式会社菱和ライフクリエイトを渋谷区渋谷に設立（資本金500万円）
- 1986年2月 - 宅地建物取引業免許（東京都知事免許）取得
- 1987年9月 - 資本金2,000万円に増資
- 1989年2月 - 自社ブランドマンション第1号「菱和パレス平和島」分譲
- 1989年3月 -  「菱和パレス若松町」分譲
- 1990年9月 - 資本金5,000万円に増資
- 1991年10月 - 渋谷区道玄坂1丁目に本社ビル完成、本社を同所に移転
- 1994年9月 - 株式会社菱和住販設立
- 1994年9月 - 第10期決算「売上高90億円、供給戸数500戸」
- 1995年9月 - 第11期決算「売上高83億円、販売戸数440戸」
- 1996年9月 - 第12期決算「売上高83億円、販売戸数440戸」
- 1997年4月 - 資本金9,500万円に増資
- 1997年5月 - 株式会社菱和住販を株式会社菱和コミュニティーに社名変更
- 1997年6月 - 東京支店を渋谷区桜丘町の渋谷インフォスタワーに移転
- 1997年9月 - 第13期決算「売上高102億円、販売戸数469戸」
- 1998年9月 - 第14期決算「売上高127億円、販売戸数617戸」
- 1998年12月 - 資本金3億円に増資
- 1999年3月 - 株式会社菱和エステート（現：クレアスレント）の全株式を取得
- 1999年3月 - 決算期変更、第15期決算「売上高90億円、販売戸数404戸」
- 1999年4月 - 98年度首都圏ワンルームマンション販売供給戸数第1位の業績
- 1999年10月 - 資本金3億3,575万円に増資
- 2000年1月 - 菱和パレスシリーズ100棟目「菱和パレス青山南」分譲
- 2000年3月 - 第16期決算「売上高164億円、販売戸数757戸」
- 2000年4月 - 株式の額面金額変更のため、浅上陸運株式会社に吸収合併されると同時に株式会社菱和ライフクリエイトに商号変更
- 2000年12月 - 第三者割り当てにより資本金6億2,000万円に増資
- 2001年3月 - 第17期決算「売上高206億円、販売戸数908戸」
- 2001年11月 - JASDAQ銘柄登録。公募増資により資本金7億4,750万円に増資
- 2002年3月 - 第18期決算「売上高268億円、販売戸数1053戸」
- 2003年3月 - 第19期決算「売上高349億円、販売戸数1354戸」
- 2003年3月 - 公募増資により資本金13億910万円に増資
- 2004年12月 - 東京証券取引所2部上場。
- 2006年5月 - 社長の西岡進が暴力団山口組系後藤組組長後藤忠正らとともに電磁的公正証書原本不実記録などの容疑で警視庁に逮捕される（真珠宮ビル事件）。その後、無罪判決が下された。
- 2007年2月 - 株式公開買い付け（TOB）によりリーマン・ブラザーズグループの支援の下、リヴァンプと虎ノ門キャピタル、これら3社が関係するアールブイスリーの子会社となり、会社の再生を図る
- 2007年6月 - 株式交換により上場廃止。
- 2007年7月3日 - 会社名を「株式会社クレアスライフ」へ変更。
- 2009年6月 - 本社事務所を渋谷区から港区六本木に移転。同時にクレアスグループ各社も同じビルへ移転し業務を集約。